# Дальний (Динской район)
Да́льний — посёлок в Динском районе Краснодарского края. Входит в состав Нововеличковского сельского поселения.
Самый северный населенный пункт Динского района.

## География
Посёлок находится на берегу реки Безымянная (приток реки Понура), на расстоянии 34 км к северо-западу от станицы Динская, административного центра района, и 60 км к северо-западу от города Краснодар, административного центра края. Абсолютная высота — 16 м над уровнем моря.

## Население
| 2002 | 2010 |
| ---- | ---- |
| 181  | ↘174 |

## Улицы
| - ул. Зелёная, - ул. Набережная, | - пер. Степной, - ул. Центральная. |

## Инфраструктура
В посёлке действуют клуб и фельдшерско-акушерский пункт.